# Plac Świętego Floriana w Skierniewicach
Plac Świętego Floriana (dawniej Plac Floriana) – plac położony w centrum Skierniewic u zbiegu ulic Wodnej, Michała Okurzałego, Strykowskiej wybudowany na początku XVIII wieku. W 1931 roku na placu oddano do użytku remizę Ochotniczej Straży Pożarnej. Wcześniej budynek miał być przeznaczony na halę targową dla mieszkańców miasta.
Na placu znajduje się pomnik św. Floriana oraz brama dawnej Manufaktury.
Wokół placu wybudowane są budynki z okresu XIX i początku XX wieku.
Przy placu znajduje się Wydział Dróg i Komunikacji Urzędu Miasta Skierniewic.
Plac również spełnia rolę targowiska miejskiego odbywającego się w czwartki i soboty równorzędnie jak na Placu Dąbrowskiego.